# Heart of Glass (Blondie)
Heart of Glass is een nummer van de Amerikaanse band Blondie. Het nummer werd uitgebracht op hun derde studioalbum Parallel Lines uit 1978. In januari 1979 werd het nummer eerst in de VS, Canada, Europa, Australië, Nieuw-Zeeland en Hong Kong uitgebracht als de vierde vinylsingle van het album. Op 26 maart dat jaar volgde Zuid-Afrika, in april Japan en in mei ten slotte Zuid-Amerika, Rhodesië, Mexico, Barbados, Jamaica en de Filipijnen. In 1994 werd het nummer op cd-single uitgebracht, in 1995 op cassette-single en in 2009 als digitale download.

## Achtergrond
Heart of Glass is geschreven door zangeres Debbie Harry en gitarist Chris Stein en geproduceerd door Mike Chapman. In 1974 schreven Harry en Stein al een vroege versie van het nummer onder de titel Once I Had a Love, die zij in 1975 als demo-opnamen. Dit nummer had een langzamere, meer op de funk gerichte sound met een discobeat. Deze versie was binnen de band bekend als The Disco Song en is geïnspireerd door het nummer Rock the Boat van The Hues Corporation uit 1974.
In 1978 werd Heart of Glass opnieuw opgenomen en kreeg een meer popgeoriënteerd geluid. Harry vertelde dat het een van de eerste nummers is die Blondie heeft geschreven, "maar het duurde jaren voordat we het goed op konden nemen. We probeerden het als ballad en als reggaenummer, maar het werkte nooit echt. De tekst ging niet over iemand. Het was gewoon een klacht over een verloren liefde." Pas nadat Chapman was aangenomen als producent van Parallel Lines, werd besloten om een discoversie van het nummer op te nemen. Op de uiteindelijke opname is de eurodisco van Giorgio Moroder van grote invloed geweest. Ook luisterde de band op dat moment veel naar de muziek van Kraftwerk, wat hen inspireerde om een meer elektronisch gevoel aan het album te geven. Zo is in het nummer behalve een conventionele drummer ook een drummachine te horen, de toen net ontwikkelde Roland CR-78.
Heart of Glass is een van de eerste voorbeelden van een disconummer van een rockband. Eerder dat jaar had de band bij optredens al I Feel Love van Donna Summer gespeeld. Het bevat wel een aantal elementen die ongebruikelijk zijn in de discomuziek: zo komt in het instrumentale tussenspel een zevenkwartsmaat voor. De band kreeg veel kritiek op het opnemen van een disconummer, omdat dit van een toonaangevende band in de New Yorkse newwavescene niet verwacht werd. De punk- en newwavebewegingen waren juist tegen disco en de groep werd ervan beschuldigd dat zij zichzelf overgaven aan de mainstreammuziek. Zelfs drummer Clem Burke wilde het nummer oorspronkelijk niet live spelen, maar toen het een grote hit was geworden, zei hij: "Ik denk dat ik wel zal moeten."  
Ondanks de kritieken werd Heart of Glass een wereldwijde hit. Zo stond de plaat op nummer 1 in onder andere thuisland de Verenigde Staten, Canada, het Verenigd Koninkrijk, Australië, Nieuw-Zeeland, Duitsland, Zwitserland en Oostenrijk.
In Nederland was de plaat op donderdag 8 februari 1979 TROS Paradeplaat op de befaamde TROS donderdag en een dag later Veronica Alarmschijf op Hilversum 3 en werd een gigantische hit in de destijds drie landelijke hitlijsten op de nationale publieke popzender. De plaat bereikte de 5e positie in de Nederlandse Top 40, de 8e positie in de Nationale Hitparade en de 6e positie in de TROS Top 50. In de Europese hitlijst op Hilversum 3, de TROS Europarade, werd de 3e positie bereikt. 
In België bereikte de plaat de 5e positie in zowel de voorloper van de Vlaamse Ultratop 50 als de Vlaamse Radio 2 Top 30. In Wallonië werd geen notering behaald.
Het tijdschrift Rolling Stone plaatste de plaat in 2004 op plaats 255 in zijn lijst The 500 Greatest Songs of All Time; in de lijst van 2010 stond de plaat op plaats 259. 
Van de single verscheen al snel een aangepaste versie, nadat diverse radiostations de plaat vanwege het vele gebruik van de regel "pain in the ass" niet wilden draaien. Harry vertelde hierover: "Eerst bleef het nummer zeggen: 'Once I had a love, it was a gas, soon turned out, it was a pain in the ass'. We konden dat niet blijven zeggen, dus toen werd het 'Soon turned out, had a heart of glass'. We hielden een 'pain in the ass' in het nummer, en de BBC piepte het weg op de radio." In Nederland, België (Vlaanderen), de rest van Europa, thuisland de Verenigde Staten, Canada, Oceanië en Zuid-Afrika werd de single wél ongecensureerd op de radiozenders uitgezonden.
Sinds de editie van december 2000 staat de plaat onafgebroken genoteerd in de jaarlijkse NPO Radio 2 Top 2000 van de Nederlandse publieke radiozender NPO Radio 2, met als hoogste notering tot nu toe een 795e positie in 2000.

## Hitnoteringen

### Nederlandse Top 40
| Hitnotering: 17-02-1979 t/m 07-04-1979 | Hitnotering: 17-02-1979 t/m 07-04-1979 | Hitnotering: 17-02-1979 t/m 07-04-1979 | Hitnotering: 17-02-1979 t/m 07-04-1979 | Hitnotering: 17-02-1979 t/m 07-04-1979 | Hitnotering: 17-02-1979 t/m 07-04-1979 | Hitnotering: 17-02-1979 t/m 07-04-1979 | Hitnotering: 17-02-1979 t/m 07-04-1979 | Hitnotering: 17-02-1979 t/m 07-04-1979 | Hitnotering: 17-02-1979 t/m 07-04-1979 |
| Week                                   | 1                                      | 2                                      | 3                                      | 4                                      | 5                                      | 6                                      | 7                                      | 8                                      |                                        |
| -------------------------------------- | -------------------------------------- | -------------------------------------- | -------------------------------------- | -------------------------------------- | -------------------------------------- | -------------------------------------- | -------------------------------------- | -------------------------------------- | -------------------------------------- |
| Positie                                | 21                                     | 15                                     | 9                                      | 5                                      | 6                                      | 9                                      | 16                                     | 35                                     | uit                                    |

### Nationale Hitparade
| Hitnotering: 24-02-1979 t/m 21-04-1979 | Hitnotering: 24-02-1979 t/m 21-04-1979 | Hitnotering: 24-02-1979 t/m 21-04-1979 | Hitnotering: 24-02-1979 t/m 21-04-1979 | Hitnotering: 24-02-1979 t/m 21-04-1979 | Hitnotering: 24-02-1979 t/m 21-04-1979 | Hitnotering: 24-02-1979 t/m 21-04-1979 | Hitnotering: 24-02-1979 t/m 21-04-1979 | Hitnotering: 24-02-1979 t/m 21-04-1979 | Hitnotering: 24-02-1979 t/m 21-04-1979 | Hitnotering: 24-02-1979 t/m 21-04-1979 |
| Week                                   | 1                                      | 2                                      | 3                                      | 4                                      | 5                                      | 6                                      | 7                                      | 8                                      | 9                                      |                                        |
| -------------------------------------- | -------------------------------------- | -------------------------------------- | -------------------------------------- | -------------------------------------- | -------------------------------------- | -------------------------------------- | -------------------------------------- | -------------------------------------- | -------------------------------------- | -------------------------------------- |
| Positie                                | 12                                     | 11                                     | 9                                      | 8                                      | 9                                      | 15                                     | 19                                     | 33                                     | 49                                     | uit                                    |

### TROS Top 50
Hitnotering: 15-02-1979 t/m 12-04-1979. Hoogste notering: #6 (1 week).

### TROS Europarade
Hitnotering: 10-02-1979 t/m 14-07-1979. Hoogste notering: #3 (3 weken).

### NPO Radio 2 Top 2000
| Nummer met noteringen in de NPO Radio 2 Top 2000 | '00 | '01  | '02  | '03  | '04  | '05  | '06  | '07  | '08  | '09  | '10  | '11  | '12  | '13  | '14  | '15 | '16  | '17  | '18  | '19  | '20  | '21  | '22  | '23  | '24  |
| ------------------------------------------------ | --- | ---- | ---- | ---- | ---- | ---- | ---- | ---- | ---- | ---- | ---- | ---- | ---- | ---- | ---- | --- | ---- | ---- | ---- | ---- | ---- | ---- | ---- | ---- | ---- |
| Heart of Glass                                   | 795 | 1295 | 1025 | 1269 | 1360 | 1513 | 1937 | 1581 | 1532 | 1552 | 1671 | 1627 | 1723 | 1759 | 1821 | -   | 1974 | 1702 | 1937 | 1682 | 1309 | 1206 | 1317 | 1523 | 1555 |

1. ↑  Een '-' betekent dat het nummer niet was genoteerd en een vetgedrukt getal geeft de hoogste notering aan.
2. ↑  2000 was het eerste jaar met een notering voor dit nummer.